# František Junek
František Junek (* 17. Januar 1907 in Karlín; † 19. März 1970 in Prag) war ein tschechoslowakischer Fußballspieler. 

## Vereinskarriere
Junek begann mit dem Fußballspielen bei Čechie Karlín, mit dem er ab der Saison 1925/26 in der Profiliga spielte. Im Jahr 1928 wechselte der rechte Flügelspieler zu Slavia Prag. Junek galt als wendig, schnell und technisch versiert. Besonders seine genauen, weichen Flanken und seine exakten Eckbälle führten häufig zu Toren.
Mit Slavia gewann Junek sechs Meisterschaften, nämlich von 1929 bis 1931 und von 1933 bis 1935 jeweils drei in Folge. Dabei bildete der vergleichsweise kleingewachsene Junek ein hervorragendes Duo mit dem eher bulligen František Svoboda.
Zur Saison 1935 wechselte der Angreifer zum SK Kladno und beendete im Jahr 1938 seine Laufbahn. In 133 Erstligaspielen schoss Junek insgesamt 48 Tore.

## Nationalmannschaft
Junek debütierte am 15. September 1929 beim 1:2 gegen Österreich in Wien in der tschechoslowakischen Nationalmannschaft. Danach gehörte der Stürmer fünf Jahre lang zum Stammaufgebot der ČSR. Im Sommer 1934 gehörte er zum tschechoslowakischen Aufgebot bei der Weltmeisterschaft in Italien, das erst im Finale Gastgeber Italien mit 1:2 nach Verlängerung unterlag. Junek kam in allen vier Spielen zum Einsatz.
Nach der Weltmeisterschaft absolvierte Junek nur noch zwei Spiele im Dress mit dem Löwen auf der Brust. Am 2. September 1934 besiegte die ČSR in Prag Jugoslawien mit 3:1, seine Derniere erlebte der Außenstürmer am 14. Oktober 1934 beim 2:2 gegen die Schweiz in Genf.